# Scone aux graines de lotus
 (août 2021).
Un scone aux graines de lotus est un petit pain sucré que l'on trouve en Chine. Il est préparé par la cuisson à la vapeur d'une pâte levée à la levure qui contient de la pâte de graines de lotus. Il peut être classé comme dimsum, mais pas uniquement.

## Préparation
Parce que le scone a une variété d'apparences différentes, la pâte en particulier, peut être différente selon l'endroit où elle est fabriquée. La pâte est généralement composée de substances similaires à celles utilisées pour le cha siu bao. 